# 卡利竞技球场
03°31′17.91″N 76°25′01.33″W / 3.5216417°N 76.4170361°W
卡利竞技球场（西班牙語：Estadio Deportivo Cali，也称Estadio de Palmaseca）是一座位于哥伦比亚帕爾米拉的足球体育场。球场建于2010年，是卡利竞技的主场，最初容量设计为61,890人，但由于翻修而减少到52,000人。由于涉及疏散安全问题以及通往体育场的道路数量有限，截至2017年，体育场的容量上限为25000人。